# Нефедовская (Кировская область)
 Нефедовская  — деревня в Афанасьевском районе Кировской области в составе Ичетовкинского сельского поселения.

## География
Расположена на расстоянии примерно 5 км на юго-запад от райцентра поселка  Афанасьево.

## История
Известна с 1891 года как выселок Лазуновская Кучка или Евсеев Нефёд, в 1926 (выселок Нефедовский) хозяйств 6 и жителей 26 (все «пермяки»), в 1950 (уже деревня Нефедовская) 33 и 114, в 1989 оставалось 29 человек.  

## Население
Постоянное население составляло 11 человек (русские 100%) в 2002 году, 8 в 2010.